# Abstraction
Abstraction е българска прогресив метъл група, създадена през 2009.

## История
Групата е основана през 2009 под името Chronology. Първоначално, репертоарът включва кавъри на любими групи, а лайв изявите са предимно по мотосъбори. През 2011 г. решават да се насочат към авторска музика и променят името на Abstraction. През пролетта на 2013 г. излиза първият сингъл, предшестващ дебютния им албум. Сингълът е представен в предаването „От другата страна“ на Радио Варна. До края на годината „End of Hope“ е готов и през февруари 2014 вече е на пазара. Албумът е представен в предаването „The Lunatic Fringe“ на американското Prog Palace Radio с три парчета. Следва представяне в „Prog Rock & Metal Radio“ (САЩ), „От другата страна“ – Радио Варна и в предаването „The Pit Of The Damned“ излъчвано по няколко италиански радиостанции.

## Членове
- Младен Медаров – вокали
- Данаил Кържилов – китара
- Павел Серафимов – клавишни, китара
- Ивайло Рашев – бас китара
- Антонио Велков – барабани

### Бивши членове
- Галя Метларова – вокали

## Дискография
- Wolf Сингъл (2013)
- End of Hope Албум (2014)